# داویت بک (رمان)
داویت بک (ارمنی: Դավիթ Բեկ; انگلیسی: David Bek) یک رمان است به زبان ارمنی که در سال ۱۸۸۲ میلادی توسط رمان‌نویس شهیر ارمنی، رافی نگاشته شده است. وی این اثر را بر اساس زندگی داویت بک (درگذشته ۱۷۲۸)، اشراف زاده و انقلابی ارمنی خلق نموده است. بر اساس این رمان فیلمی به کارگردانی هامو بیک-نازاریان تهیه شده است و اپرای نیز توسط آرمن تیگرانیان خلق شده است.